# Shawnna
Rashawnna Guy (Chicago, 3 de janeiro de 1978), mais conhecida pelo seu nome artístico Shawnna é uma rapper americana. Ela foi a primeira artista feminina a assinar um contrato com a Def Jam South através da gravadora do rapper Ludacris “Disturbing Tha Peace”. Ela é ex-membra do duo feminino Infamous Syndicate e ela também é filha do músico Buddy Guy.
Ela é conhecida por sua entrega rápida e sua imagem e letras sexualmente explicita. Ela é uma das apenas cinco rappers do sexo feminino (outras são Lauryn Hill, Lil' Kim, Remy Ma, Iggy Azalea, Cardi B e Nicki Minaj) a ter um número na Billboard Hot 100, em 2003 na canção “Stand Up” com Ludacris.

## Discografia

### Álbuns
- Worth tha Weight (2004)
- Block Music (2006)